# Pàvlovka (Altai)
|  | Per a altres significats, vegeu «Pàvlovka». |

Pàvlovka (en rus: Павловка) és un poble del krai de l'Altai, a Rússia, que el 2013 tenia 141 habitants. Pertany al districte de Lóktevski.